# Tjädarhalstjärnen
Tjädarhalstjärnen är en sjö i Skellefteå kommun i Västerbotten och ingår i Mångbyåns huvudavrinningsområde.